# Armored Core: For Answer
Armored Core: For Answer (アーマード・コア フォーアンサー?, Āmādo Koa: Fō Ansā) è un videogioco per PlayStation 3 e Xbox 360 sviluppato dalla FromSoftware e pubblicato dalla FromSoftware in Giappone e dalla Ubisoft nel resto del mondo. È il tredicesimo capitolo della serie Armored Core. Armored Core: For Answer è il sequel di Armored Core 4, e si svolge circa dieci anni dopo degli eventi del primo. È stato pubblicato in Giappone il 19 marzo 2008, il 16 settembre 2008 in America del Nord ed il 3 ottobre 2008 in Europa.